# Niklas Andersson (Eishockeyspieler, 1971)
Per Niklas Andersson (* 20. Mai 1971 in Kungälv) ist ein ehemaliger schwedischer Eishockeyspieler und derzeitiger -scout, der im Verlauf seiner aktiven Karriere zwischen und unter anderem 165 Spiele für die Nordiques de Québec, New York Islanders, San Jose Sharks, Nashville Predators und Calgary Flames in der National Hockey League auf der Position des linken Flügelstürmers bestritten hat. Den Großteil seiner Karriere verbrachte Andersson aber bei seinem Stammklub Frölunda HC in der Elitserien, mit dem er zweimal Schwedischer Meister wurde. Darüber hinaus gewann er bei Weltmeisterschaften insgesamt vier Silber- und eine Bronzemedaille mit der schwedischen Nationalmannschaft.

## Karriere

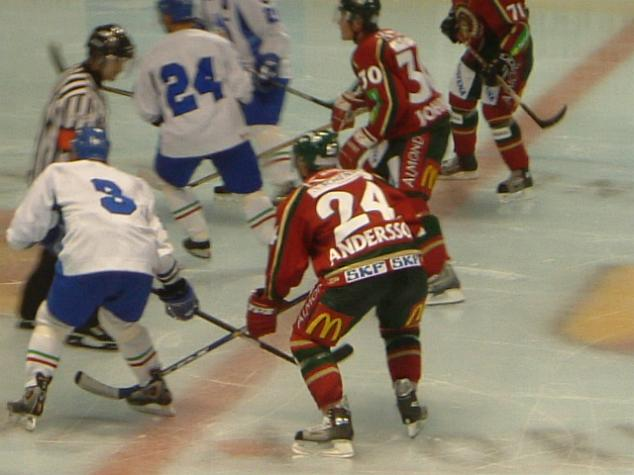
Andersson im Trikot des Frölunda HC

Andersson begann seine Karriere in der Jugendabteilung des schwedischen Klubs Frölunda HC. Bereits im Alter von 16 Jahren spielte er in der Seniorenmannschaft und nahm gegen Ende der 1980er und zu Beginn der 1990er an mehreren Junioren-Weltmeisterschaften teil. Nachdem er mit Frölunda am Ende der Saison 1988/89 von der HockeyAllsvenskan in die Elitserien aufgestiegen war, lief er im Alter von 18 Jahren erstmals in einer erstklassigen Profiliga auf. Er verließ Schweden schließlich im Sommer 1991 und wagte den Sprung nach Nordamerika. Dort hatten ihn die Nordiques de Québec unter Vertrag genommen, die ihn im NHL Entry Draft 1989 in der vierten Runde an 68. Stelle ausgewählt hatten.
Zunächst setzten die Nordiques den Schweden in der American Hockey League bei den Halifax Citadels, ihrem Farmteam, ein, ehe er im Verlauf der Saison 1993/94 erstmals in drei NHL-Spielen bei den Nordiques zum Einsatz kam. In der AHL beeindruckte er in dieser Spielzeit mit 82 Punkten in 75 Spielen. Trotzdem blieben die drei Einsätze bis zum Ende des Spieljahres 1994/95 seine einzigen in der NHL. Daher wechselte er im Sommer 1995 als Free Agent zu den New York Islanders. Nach zunächst einigen Einsätzen in der International Hockey League schaffte der Außenstürmer den Sprung in den NHL-Kader, in dem er den Rest der Saison 1995/96, sowie die komplette Spielzeit 1996/97 verbrachte. Mit 43 Punkten in 74 Spielen gelang ihm zudem sein ertragreichstes NHL-Jahr. Obgleich seines Stammplatzes wechselte Andersson im Sommer 1997 an die Westküste der Vereinigten Staaten zu den San Jose Sharks, womit eine Zeit von zahlreichen Wechseln zu verschiedenen NHL-Franchises begann. Nach einem Jahr bei den Sharks, die ihn lediglich fünfmal in der NHL einsetzten, folgte der Wechsel zu den Toronto Maple Leafs auf Free Agent-Basis. Da ihn diese in der Saison 1998/99 ausschließlich in der IHL einsetzten, ließ sich Andersson zurück zu den New York Islanders transferieren, wo er vom August 1999 bis Januar 2000 blieb, ehe er auf die Waiver-Liste gesetzt wurde, von wo ihn die Nashville Predators auswählten. Jedoch kehrte er nach nur einem Monat zurück nach New York, da ihn auch die Predators auf die Waiver-Liste gesetzt hatten. Schließlich beendete er die Saison bei den Islanders und wechselte im Sommer 2000 zu den Calgary Flames. Bei den Flames kam er im Verlauf der Saison 2000/01 zu nur elf Einsätzen, weshalb er im Sommer 2001 nach Europa zurückkehrte.
Andersson wechselte zurück zu seinem Stammverein in Frölunda, mit dem er 2003 und 2005 den schwedischen Meistertitel feiern konnte und 2007 Vizemeister wurde. Persönlich wurde er am Ende der Saison 2002/03 mit dem Guldhjälmen und Guldpucken ausgezeichnet. Nach der Saison 2010/11 beendete er seine Spielerkarriere. Seit dem Jahr 2013 ist er für die Los Angeles Kings in der NHL als Scout tätig.

### International
Andersson nahm mit der schwedischen Nationalmannschaft an mehreren Weltmeisterschaften teil. Dabei gewann er drei Silbermedaillen und eine Bronzemedaille. Des Weiteren spielte er beim World Cup of Hockey 1996 und Canada Cup 1991.

## Erfolge und Auszeichnungen
| - 1989 Aufstieg in die Elitserien mit Västra Frölunda - 1991 Årets junior - 1995 Turner-Cup-Gewinn mit den Denver Grizzlies - 2000 Turner-Cup-Gewinn mit den Chicago Wolves - 2000 IHL Second All-Star Team - 2001 IHL First All-Star Team | - 2003 Schwedischer Meister mit dem Frölunda HC - 2003 Guldhjälmen - 2003 Guldpucken - 2003 Elitserien All-Star-Team - 2005 Schwedischer Meister mit dem Frölunda HC - 2006 Schwedischer Vizemeister mit dem Frölunda HC |

### International
| - 1989 Silbermedaille bei der Junioren-Weltmeisterschaft - 1997 Silbermedaille bei der Weltmeisterschaft - 2002 Bronzemedaille bei der Weltmeisterschaft | - 2003 Silbermedaille bei der Weltmeisterschaft - 2004 Silbermedaille bei der Weltmeisterschaft |

## Karrierestatistik

### International
Vertrat Schweden bei:
| - U18-Junioren-Europameisterschaft 1988 - U20-Junioren-Weltmeisterschaft 1989 - U18-Junioren-Europameisterschaft 1989 - U20-Junioren-Weltmeisterschaft 1990 - U20-Junioren-Weltmeisterschaft 1991 - Canada Cup 1991 | - Weltmeisterschaft 1996 - World Cup of Hockey 1996 - Weltmeisterschaft 1997 - Weltmeisterschaft 2002 - Weltmeisterschaft 2003 - Weltmeisterschaft 2004 |

(Legende zur Spielerstatistik: Sp oder GP = absolvierte Spiele; T oder G = erzielte Tore; V oder A = erzielte Assists; Pkt oder Pts = erzielte Scorerpunkte; SM oder PIM = erhaltene Strafminuten; +/− = Plus/Minus-Bilanz; PP = erzielte Überzahltore; SH = erzielte Unterzahltore; GW = erzielte Siegtore; 1 Play-downs/Relegation; Kursiv: Statistik nicht vollständig)

## Familie
Anderssons Bruder Mikael war ebenfalls ein professioneller Eishockeyspieler und ebenso in der National Hockey League und Elitserien aktiv. Sein Sohn Lias wurde im NHL Entry Draft 2017 an siebter Gesamtposition von den New York Rangers ausgewählt und spielt für das Team seit 2018 in der NHL.